# Adorján (Románia)
Adorján (románul Adrian) falu Romániában, Szatmár megye északi részén, Sárközújlaktól északra.

## Története
Adorján az Árpád korban már ismert település volt, akkor Szent-Adriánnak nevezték. 1262-ben V. István király Adorján földjét elcserélte az ugocsai Gewdin villáért Nedével, a Gewdin nemzetség ősével. Adorjánnak ekkor már egyháza is volt. A falu később az Adorjányi családé lett, mely rokon volt a Meggyesi Morócz családdal.
1413-ban Adorjányi János szerződésben állapodott meg vejével arról, hogy ha neki és Tamás fiának 
nem születnének gyermekei, az egész birtok Oltáros-löveő pusztával együtt a Ráthonyiakra szálljon. 1466-ban azonban, amikor kihalt a Adorjányi család, a Meggyesaljai Moróczok István és László a birtokot erőszakkal elfoglalták mellékági örökösödésre hivatkozva, s tőlük csak hosszadalmas pereskedés után tudta visszaszerezni azt a Ráthonyi család. Adorján a visszaszerzés után a Ráthonyiaké maradt.
1486-ban Mátyás király új adománnylevelet ad a birtokra Ráthonyi Ferencnek és Györgynek.
1495-ben a Ráthonyiak megegyeznek Simon meggyesi bán utódaival, a Meggyesaljai Móroczokkal, s ezt az egyességet II. Ulászló király is jóváhagyta. 1551-ben királyi engedéllyel felvették az Adorjáni előnevet is. 1551-ben a település egyes részeire királyi adományt kap Sárközújlaki Péter és Berendy György is.
1717-ben a falu is a tatár támadások áldozatává lett, de hamarosan újból felépült. Az 1800-as években több birtokosa is volt: a Vécsey, Sepsy, Félegyházi, Jakó, Melczer, Tóth, Daróczi és Ráthonyi családoknak volt itt birtokrésze. Az 1900-as évek elején özv. Sepsy Károlyné volt a település birtokosa.

## Nevezetességek
- Református templom – a 16. században épült.